# 연희역
연희역(延禧驛)은 현재의 서울특별시 서대문구 연희동에 있던 용산선의 역이다. 연희전문학교 학생들의 통학 편의를 위해 신설된 이 역은 현재의 연세대학교 정문 인근에 위치하였으며, 신촌역 남서쪽을 바라보면 역이 있었던 공터가 보인다.

## 역사
- 1930년 12월 15일 : 용산선 서강~신촌 간 개통과 함께 영업 개시[1]
- 1939년 10월 31일 : 폐지[2]